# Neobisium gracilipalpe
Espèce
Neobisium gracilipalpe est une espèce de pseudoscorpions de la famille des Neobisiidae.

## Distribution
Cette espèce est endémique de Bosnie-Herzégovine. Elle se rencontre à Popovo Polje dans la grotte Mlačka Jama.

## Publication originale
- Beier, 1939 : Die Höhlenpseudoscorpione der Balkanhalbinsel. Studien aus dem Gebiete der Allgemeinen Karstforschung, der Wissenschaftlichen Höhlenkunde, der Eiszeitforschung und den Nachbargebieten, vol. 4, p. 1-83.